# Vera Moskaljuková
Vera Moskaljuk (rusky Вера Москалюк), (* 10. listopad 1981, Strižjovka, Sovětský svaz) je reprezentantka Ruska v judu. Je ukrajinského původu.

## Sportovní kariéra
Narodila se na dnešní Ukrajině, ale jako malá se s rodiči přestěhovala na Sibiř do Nižněvartovsku. S judem začala v pozdějším věku potom co jí neoslovil volejbal. Jejím prvním trenérem byl Nikolaj Afanasjev. Později se na turnaje připravovala pod vedením Zabalkancevové a Poljakova.
Počátek její úspěšné kariéry v ruské reprezentaci se datuje od roku 2002. V roce 2004 si body ze světového poháru zajistila účast na olympijských hrách v Athénách, ale nedokázala se popasovat s náročným losem a vypadla v prvním kole.
V roce 2006 byla zvolena nejlepší judistkou Evropy a pozici jedné z nejlepších judistek starého kontinentu si držela až do olympijských her v Pekingu. Na olympijský turnaj, kde měla brát jednu z medailí však nevyladila optimálně formu a vypadla v prvním kole.
V dalších letech se potýkala s častými výpadky formy. Na kvalifikaci na olympijské hry v Londýně v roce 2012 jí body nakonec stačily, ale olympijský turnaj opustila hned v prvním kole.

## Výsledky
| Turnaj             | 1998           | 1999           | 2000           | 2001           | 2002           | 2003           | 2004           | 2005           | 2006           | 2007           | 2008           | 2009           | 2010           | 2011           | 2012           |
| Turnaj             | 17             | 18             | 19             | 20             | 21             | 22             | 23             | 24             | 25             | 26             | 27             | 28             | 29             | 30             | 31             |
| Turnaj             | polotěžká váha | polotěžká váha | polotěžká váha | polotěžká váha | polotěžká váha | polotěžká váha | polotěžká váha | polotěžká váha | polotěžká váha | polotěžká váha | polotěžká váha | polotěžká váha | polotěžká váha | polotěžká váha | polotěžká váha |
| ------------------ | -------------- | -------------- | -------------- | -------------- | -------------- | -------------- | -------------- | -------------- | -------------- | -------------- | -------------- | -------------- | -------------- | -------------- | -------------- |
| Olympijské hry     |                |                | —              |                |                |                | úč.            |                |                |                | úč.            |                |                |                | úč.            |
| Mistrovství světa  |                | —              |                | —              |                | úč.            |                | —              |                | úč.            |                | úč.            | 7.             | úč.            |                |
| Mistrovství Evropy | —              | —              | —              | —              | úč.            | úč.            | 5.             | —              | 1.             | 2.             | 2.             | —              | —              | úč.            | úč.            |
| MS juniorů         | úč.            |                | úč.            |                |                |                |                |                |                |                |                |                |                |                |                |